# Дорожкино (Псковская область)
Дорожкино — деревня Новоржевском районе Псковской области России. Входит в состав Вехнянской волости.
Численность населения деревни по состоянию на 2000 год составляла 55 жителей.

## География
Расположена на восточном побережье озера Вехно, в 14 км к западу от райцентра, города Новоржев, и в 2 км к северу от волостного центра Вехно.

## История
До 2005 года входила в состав ныне упразднённой Алтунской волости с центром в д. Вехно.

## Население
| 2001 | 2002 | 2010 |
| ---- | ---- | ---- |
| 55   | ↗59  | ↘29  |

## Инфраструктура
Церковь Спаса Преображения. Вехнянская начальная общеобразовательная школа филиал МОУ Новоржевская средняя школа.

## Транспорт
Деревня доступна автотранспортом по автомобильной дороге 58К-019 Пушкинские Горы — Локня.